# Seznam britanskih pisateljev
Seznam britanskih pisateljev.

## A
- J. R. Ackerley
- Diran Adebayo
- Martin Amis
- Kingsley Amis
- Lisa Appignanesi
- Elizabeth von Arnim
- Michael Langhorne Astor

## B
- Nigel Balchin
- Julian Barnes
- David Barnett
- L. Adams Beck
- Annie Besant
- Anna Blundy
- Michael Bond
- Mary Elizabeth Braddon
- Julian Branston
- Anna Eliza Bray
- Christine Brooke-Rose
- Anita Brookner
- Rhoda Broughton
- Robert Bryndza
- James Buchan
- Melvin Burgess
- Mary Butts

## C
- Ramsey Campbell
- Elias Canetti
- John le Carré
- Frederick Chamier
- Charlotte Charke
- Robert Erskine Childers
- Arthur C. Clarke
- Lindsay Clarke
- John Cole
- Cyril Connolly
- Joseph Conrad
- Storm Constantine
- Amanda Craig

## D
- Roald Dahl
- Lawrence Durrell

## E
- Bernardine Evaristo (1959)

## G
- Elinor Glyn
- Abdulrazak Gurnah (Tanzanijec)

## I
- Conn Iggulden
- Kazuo Ishiguro

## J
- E. L. James

## L
- Doris Lessing
- Deborah Levy
- Clive Staples Lewis
- David Lodge

## M
- Clare Mackintosh
- Hilary Mantel
- Keith Miles
- A. A. Milne

## N
- V. S. Naipaul
- Patrick Ness

## P
- Philippa Perry

## R
- Ann Radcliffe
- Joanne Kathleen Rowling
- Salman Rushdie

## S
- Simon Scarrow
- Mary Shelley

## V
- Ethel Lilian Voynich, rojena Boole (1864 – 1960)

## W
- Raynor Winn
- Mary Wollstonecraft